# VfB Oldenburg
Ne doit pas être confondu avec le VfL Oldenburg, un autre club de la localité d'Oldenbourg
Maillots
Actualités
Le VfB Oldenburg est un club de football allemand fondé en 1897 et basé à Oldenbourg. 
Le nom complet de l'association est Verein für Bewegungsspiele e.V. Oldenburg. Elle possède cinq sections sportives (Cricket, Lutte, Tennis de table, Volley-ball et Football) et compte 500 membres environ.

## Histoire
Le FC 1897 Oldenbourg est fondé le 17 octobre 1897. Il fusionne en 1919 avec le FV Germania 1903 Oldenburg pour donner l'actuel VfB Oldenbourg. Une ancienne piste cycliste est racheté un an plus tard dans le quartier de Donnerschwee (à Oldenburg), et est transformée en stade de football. Le Stade Donnerschwee, surnommé l'Enfer du Nord, devient l'âme de l'association, mais doit être vendu en 1990 pour éponger les dettes. 
En 2004, l'association intègre le Oldenburger Cricket Club, qui évolue en première division allemande, comme section de cricket. En 2005, Frank Lachmann est élu comme nouveau président de l'association, à la place de Klaus Berster.
Quant à la section football, son plus haut niveau fut la deuxième division. Lors de la saison 1980-81, elle évolue ainsi en Bundesliga 2 (Nord). Néanmoins elle est reléguée en fin d'année, à la suite de la fusion des deux ligues fédérales. Le VfB Oldenburg vivra ses heures de gloire entre 1989 et 1993. Ainsi, lors de la saison 1991-92, le VfB, emmené par Wolfgang Sidka (entraîneur) et Rudi Assauer (président), manque d'un rien la montée en Bundesliga.
La saison 1996-97 sera la dernière en deuxième division. Le VfB Oldenburg évolue actuellement en 3.Liga.

## Palmarès de la section football
- Oberliga Nord (3) : 
  - Vainqueur : 1975, 1980 et 1990

- Regionalliga Nord (1) :
  - Champion : 1996

### Staff
| Nationalité | Nom                     | Fonction               |
| ----------- | ----------------------- | ---------------------- |
|             | Dario Fossi             | Entraineur             |
|             | Frank Löning            | Entraineur Adj.        |
|             | Theodoros Dedes         | Entraineur Adj.        |
|             | Jannik Zohrabian        | Entraineur de gardiens |
|             | Daniel Vehring (Keinen) | Entraîneur Athlétique  |

## Quelques anciens joueurs
- Karsten Baumann
- Klaus Baumgart
- Hans-Jörg Butt
- Florian Bruns
- Radek Drulak
- Felix Gerritzen
- Thomas Gerstner
- Jerzy Hawrylewicz
- Carsten Linke
- Werner L. Maier
- Frank Ordenewitz
- Jonny Otten
- Michael Schulz
- Wolfgang Sidka
- Wolfgang Steinbach
- Arie van Lent
- Mirko Votava
- Dimo Wache